# Åke Green-målet
Åke Green-målet är ett svenskt rättsfall, som behandlades mellan 2003 och 2005, och gällde hets mot folkgrupp. Det inleddes efter att pingstpastorn Åke Green fördömt homosexualitet i en predikan i juni 2003. Det var den första prövningen som gjordes efter att lagen om hets mot folkgrupp utökats att även omfatta homosexuella. Den ledde till åtal om hets mot folkgrupp i Kalmar tingsrätt efter att lagen ändrats att även gälla homosexuella. Han fälldes, för att sedan frias av Göta Hovrätt och Högsta domstolen 2005 med hänvisning till yttrandefrihet och religionsfrihet. 

## Upprinnelse
I januari 2003 utökades lagen om hets mot folkgrupp att även omfatta homosexuella. I debatten menade flera kristna företrädare att det riskerade att förbjuda bibeln, lägga sig i människors tro och begränsa predikningarna. Åke Green ledde en församling i Borgholm på Öland, och annonserade en predikan om homosexualitet kallad Man och kvinna – Guds skapelseordning. Han ville ha en debatt i frågan och bjöd in både lokalpress och etermedia och skickade i efterhand in ett referat till Ölandsbladet. Framför allt följande stycke ur Greens predikan uppmärksammades i massmedierna:
| ” | Sexuella abnormiteter är en djup cancersvulst på hela samhällskroppen. Herren vet att sexuellt förvridna människor kommer att våldta djuren. Inte heller djuren går fria från människans sexuella behov och branden som är tänd i en människa. Utan till och med detta kan man ägna sig åt. | „ |

Åke Green utgick i sin predikan från tanken att det finns en naturlig ordning för mänsklig sexualitet. Han menade att skapelseberättelsen i 1 Mosebok 2 beskriver denna naturliga sexualitet som heterosexuell. Han citerade även bibelord som han menade direkt och indirekt fördömer homosexuella handlingar, såsom 3 Mosebok 18:22-30, Romarbrevet 1:24f. och berättelsen om Sodom och Gomorra.
I sin predikan gjorde Åke Green kopplingar mellan riksdagsbeslutet att tillåta partnerskap och vad han såg som en tilltagande utövning av homosexuell otukt i Sverige. Han gjorde också kopplingar mellan homosexuella handlingar, tidelag och pedofili. Gudstjänsten avslutades med en inbjudan till den utövande homosexuelle att omvända sig från sin synd och med försäkringar om att Gud älskar syndaren.
| ” | Vi kan inte fördöma personerna ... det gjorde aldrig Jesus heller. Han visade alla han mötte djup respekt för den person de var ... ex. synderskan enligt Johannes 8 eller kvinnan vid brunnen i Sykar enligt Johannes 4. Jesus förnedrade aldrig någon ... Han erbjöd dem nåd. Vi får aldrig förnedra någon som lever i synd. Synden kan vi inte ha fördrag med ... men människan. | „ |

Ingen journalist besökte predikan efter utskicket, men Ölandsbladet publicerade referatet. Efter att ha läst predikan i tidningen polisanmäldes han av  RFSL:s lokalordförande i Kalmar för hets mot folkgrupp, med motiveringen att uttalandena fått större spridning.

## Rättsprocess
Åtalet omfattade bara predikan i Greens församling eftersom tidningsåtergivandet gick under tryckfrihetslagen och i så fall gällde tidningen. Fallet blev det första att prövas i domstol efter att lagen om hets mot folkgrupp utökats till att även gälla homosexuella i januari 2003.
Den 29 juni 2004 dömde Kalmar tingsrätt Åke Green till en månads fängelse för hets mot folkgrupp. Domen överklagades av både åklagaren och Green till hovrätten. Dom föll i Göta hovrätt 11 februari 2005, och sedan i Högsta domstolen 29 november 2005 varvid Green frikändes helt.
I domen skriver man i likhet med Kalmar tingsrätt att Green har ett straffrättsligt ansvar vad gäller hets mot folkgrupp. I domen påpekar HD att Green fällts om hänsyn tagits enbart till lagen om hets mot folkgrupp. Han skyddas av religionsfrihet och yttrandefrihet som garanteras av Europeiska konventionen om skydd för de mänskliga rättigheterna, och att den väger tyngre än svensk lag.
Green friades därför, med motiveringen "sannolikt att Europadomstolen vid en prövning skulle finna att det skulle utgöra en kränkning av Europakonventionen att döma Åke Green för uttalandena i hans predikan."

## Debatt
Den efterföljande debatten kom främst att handla om ordet "cancersvulst" och huruvida denna liknelse utgjorde hets mot folkgrupp. Flera teologer kritiserade också Green och menade att hans predikan hade dålig förankring i Bibeln, däribland dåvarande ärkebiskopen KG Hammar och Inger Ljung, universitetslektor i gammaltestamentlig exegetik vid Uppsala universitet. Företrädare för pingströrelsen, däribland Sten-Gunnar Hedin, kritiserade predikan för att vara en fördömande och dålig framställning, även om man i sak menar att Bibeln ser äktenskapet mellan man och kvinna som det normala.
De som stödde en fällande dom har hävdat likheter mellan detta fall och de fall av hets mot folkgrupp som berört ras och etnicitet.
Flera ledarsidor, bland andra Niklas Ekdal och Johannes Åman på Dagens Nyheter, Expressen och "Barometern", liksom Svante Nycander i en debattartikel att en fällande dom hade varit olämplig och ett hot mot yttrande- eller religionsfriheten, även om flera samtidigt tog avståndet mot innehållet i hans predikan.
Inom Greens egen rörelse, den svenska pingströrelsen, finns en stor samstämmighet i att Green har rätt i att Bibeln fördömer homosexuella handlingar, inte personer med denna läggning. Det finns även en stark övertygelse om att det är möjligt att bli befriad från homosexuell läggning. Däremot finns det stora åsiktsskillnader om predikan i sig var nödvändig, så som den utformades. [källa behövs]
Åtalet mot Green väckte även stor uppmärksamhet internationellt, bland annat i USA där de flesta kristna grupperingar gav sitt stöd till Green. En av de mer spektakulära var den radikale baptistpastorn Fred Phelps, vars stöd Green dock helt och hållet avvisade.
I den kristna tidningen Dagen har Green redogjort för sin syn på homosexualitet:
| ” | Om homosexualitet är något man föds till och inte något man själv väljer, då har jag väldigt stora problem med hur jag ska förhålla mig till Guds ord. Det skulle vara väldigt grymt om Gud skapade människor med homosexuell läggning och sedan talade om i sitt ord att det är en synd att utöva homosexualitet. | „ |

I Elisabeth Ohlson Wallins fotoutställning "In hate we trust" visas hur en predikant med tydliga drag av Åke Green står i en kyrka där hälften av åhörarna gör hitlerhälsning. I en debatt i Alingsås konsthall i januari 2009 ansåg tidningen Dagens chefredaktör Elisabeth Sandlund att fotoutställningen jagar upp fientliga känslor mot kyrkan medan K G Hammar såg en poäng i kopplingen mellan Green och nazismen.